# The Power of 10
The Power of 10是NASA喷气推进实验室（JPL）的Gerard J. Holzmann在2006年所提出，有關軟體可靠性的原則。此原則的目的是要消除C語言中不容易評審，或不容易進行靜態分析的程式寫法。此原則是補充MISRA C的內容，後來已整合JPL的編程標準裡。

## 原則
這十條原則是：
1. 不要使用複雜的流程控制，像是goto或是递归。
2. 所有迴圈都要有固定的上下界，以避免迴圈失控。
3. 不要使用heap記憶體管理（英语：Manual_memory_management）。
4. 限制函式的長度，列印後不得超過一頁。
5. 每個函式至少要有二個執行時檢查的斷言（assertion）。
6. 限制資料在程式中的可存取範圍，越小越好。
7. 有傳回值的函式，要檢查函式的傳回值，不然就要轉型成void，表示其傳回值沒有意義。
8. 謹慎的使用預處理器。
9. 指標只能使用一個解引用运算符"*" ，而且不要使用函数指针。
10. 在編譯時開啟所有的警告（warnings），需要處理完所有的警告，才能發行軟體。

## 應用
NASA曾研究豐田汽車的电子油门加速器韌體，有243處違反上述的規定。

## 延伸閱讀
- G.J. Holzmann. . IEEE Computer. 2006-06-19, 39 (6): 95–99. doi:10.1109/MC.2006.212.

## 外部連結
- Open Source Satellite: How do you make software that is reliable enough for space missions? （页面存档备份，存于）